# (7092) Кадм
(7092) Кадм (др.-греч. Κάδμος) — околоземный астероид из группы аполлонов, который характеризуется крайне вытянутой орбитой, из-за чего, в процессе своего движения вокруг Солнца, он пересекает не только орбиту Земли, но и Марса. Астероид был открыт 4 июня 1992 года американскими астрономами Кэролин и Юджином Шумейкерами в Паломарской обсерватории и назван в честь Кадма, персонажа древнегреческой мифологии.
- Орбита астероида Кадм и его положение в Солнечной системе

Для Земли этот астероид опасности не представляет, наиболее тесное сближение произойдёт 7 декабря 2056 года — 36,1 млн км (0,241 а. е.).